# 藤原百川
藤原百川（日语：／ Fujiwarano Momokawa；732年—779年8月24日），是日本奈良時代至飛鳥時代初期的公卿，為藤原式家的始祖參議藤原宇合第八子。
藤原百川是奈良和飛鳥時代日本政壇上的暗影，據説道鏡的倒台、光仁天皇和桓武天皇的即位的背後都有他的暗中活動。

## 經歷
藤原百川初名雄田麻呂，在幼年時就以有器度而名顯於外。天平寶字年間，藤原雄田麻呂的官位為從五位下補式部少輔。天平神護年間，藤原雄田麻呂升遷為山陽道巡察使，在任中時上奏朝廷：“山陽道路途遙遠，多致民苦。請求恢復驛站輸送。長門國豐浦、厚狹等郡，適宜養蠶。請求停止交納銀錢，而令輸送綿產品。”朝廷於是採納了他的意見。神護景雲年間，藤原雄田麻呂兼任右兵衞督，任武藏守，進位從四位下。不久升遷為中務大輔，檢校兵庫副將軍，兼內豎大輔，歷任河內任、越前守、右大辨。藤原雄田麻呂在其所經歷的所有職位上，都有勤政之名。
藤原仲麻吕之亂以後，勢力衰退的藤原氏靠着藤原雄田麻呂的才智、權謀，實現權力的復興。769年（神護景雲3年）的宇佐八幡宮神託事件中，藤原雄田麻呂作為阻止道鏡繼承皇位一派，配合藤原永手等人，在暗中活動。當時的藤原雄田麻呂表面上作為內豎大輔參加稱德天皇、道鏡一黨，但在暗中救濟在神託事件中被流放的和氣清麻呂（因揭穿了道鏡的偽神諭，被處以流放之刑，後世被捧為所謂的忠臣之鑑），在動盪的政界中長袖善舞。
770年（寶龜元年），稱德天皇的皇位繼承人未定之際，和從兄左大臣藤原永手（藤原北家）和兄長參議藤原良繼一起，搶在反對的右大臣吉備真備之前，擁立了白壁王（日後的光仁天皇）。
白壁王被立為太子後藤原雄田麻呂出任右大弁，光仁天皇即位時升為正四位下。771年（寶龜2年），出任大宰帥、參議等要職。這時，藤原雄田麻呂改名為“藤原百川”。藤原百川為人盡忠職守，且有迎立之功，光仁天皇對他非常信任，視之為心腹。 772年（寶龜3年），井上內親王（稱德天皇之妹，光仁天皇皇后）以涉嫌詛咒天皇的罪名，被廢除皇后之位，光仁天皇與井上內親王之間所生的兒子他户親王也被連座廢除太子之位，女系天武系血統斷絕。
773年（寶龜4年），藤原百川擁立的山部親王（日後的桓武天皇），當時眾議紛紜，藤原百川固執前議。光仁天皇起身入內，百川厲聲道：「不承聖斷，則臣不肯退。」他立於殿前四十餘日。光仁天皇感其誠悃，乃准許他的所請。山部親王被立為太子。這一連串事件是預先發現山部親王才能的藤原百川暗中活動的結果。山部親王的母親是百濟渡來人高野新笠（渡來人的家格很低，缺乏政治勢力），山部親王得到藤原百川的支持後，喜出望外，對藤原百川百般依賴。779年（寶龜10年）正月，藤原百川升為從三位、式部卿、兼中衞大將。這時朝廷的內外機務，藤原百川無不參與其間。同年7月，在山部親王即位之前，藤原百川去世。
782年（延曆元年）追贈從二位右大臣。785年，桓武天皇納藤原百川之長女藤原旅子為後宮，兩人其後生下大伴親王。823年，淳和天皇即位時，追贈外祖父藤原百川為正一位太政大臣。